# En psalm om en orättvis Gud - tack
En psalm om en orättvis Gud - tack är en psalm vars text är skriven av Fred Kaan och översatt till svenska av Ylva Eggehorn och Elisabet Eggehorn. Musiken är skriven av Fredrik Sixten.

## Publicerad som
- Nr 807 i Psalmer i 2000-talet under rubriken "Verklighetsuppfattning, tillvaron som Guds skapelse".